# Heteroconis smithersi
Heteroconis smithersi is een insect uit de familie van de dwerggaasvliegen (Coniopterygidae), die tot de orde netvleugeligen (Neuroptera) behoort. 
De wetenschappelijke naam Heteroconis smithersi is voor het eerst geldig gepubliceerd door Meinander in 1969.